# Johann von Kronthal
Johann Ritter von Kronthal (* 22. März 1778 in Weißenegg; † 28. April 1851 in Borovlje) war ein österreichischer Unternehmer und Politiker.

## Leben
Ritter von Kronthal war der Sohn des Gewerken Johann Josef Ritter von Kronthal (1730–1794) und dessen Ehefrau Eleonore Johanna Huebmershofer von Silbernagl (* 22. März 1752). Er war römisch-katholisch und blieb ledig.
Ritter von Kronthal wirkte als Verwalter der Hammerwerke des Bistums Gurk in Pöckstein-Zwischenwässern und war ab 1836 Vormund und Administrator der Silbernagl'schen Gewerkschaft in Ferlach.

## Politik
Bei der Wahl zum Provisorischen Kärntner Landtag 1848 wurde er als stellvertretender Abgeordneter gewählt und war vom 17. Juli 1848 bis zum 21. Oktober 1849 Stellvertreter von Josef Lax. Nach Rücktritt vom Ludwig Weber rückte er in den Landtag nach und war vom 22. Oktober 1848 bis zum 4. März 1849 Abgeordneter.